# Liatris elegantula
Liatris elegantula là một loài thực vật có hoa trong họ Cúc. Loài này được (Greene) K.Schum. mô tả khoa học đầu tiên năm 1903.